# Franka Dietzsch
Franka Dietzsch (Wolgast, 1968. január 22. –) háromszoros világbajnok német atléta, diszkoszvető. Három világbajnoki címével a világbajnokságok legsikeresebb diszkoszvetőnője. Az olimpiai játékokon egyszer sem tudott érmet szerezni. Noha négy olimpián is részt vett.

## Pályafutása
1985-ben a Piteștiben rendezett Ifjúsági Barátság Versenyen első helyezést szerzett. Az 1986-os junior atlétikai világbajnokságon második volt. Az 1995-ös világbajnokságon hetedik helyen végzett. Az 1996. évi nyári olimpiai játékokon negyedik lett. 1997-ben a világbajnokságon nem jutott a döntőbe. 1998-ban kontinens bajnokságot nyert. 1999 májusában Wiesbadenben 69,51 méterrel egyéni csúcsot ért el. Augusztusban világbajnokságot nyert. A 2000-es olimpián a hatodik legjobb eredményt érte el. A következő évben ötödik lett a világbajnokságon. 2005-ben ismét világbajnok lett. 2006-ban ezüstérmes volt az Eb-n. 2007-ben megszerezte harmadik világbajnoki címét. 2009-ben kiesett a vb selejtezőjében.

## Eredményei
Legjobb eredményei évenként
- 1989: 68,28 m (világranglista: 4.)[11]
- 1990: 67,42 m (v: 10.)[12]

…
- 1996: 66,66 m (v: 4.)[13]
- 1997: 67,66 m (v: 5.)[14]
- 1998: 68,91 m (v: 1.)[15]
- 1999: 69,51 m (v: 2.)
- 2000: 68,05 m (v: 3.)[16]
- 2001: 65,87 m (v: 5.)[17]
- 2002: 64,12 m[18]
- 2003: 66,00 m (v: 6.)[19]
- 2004: 66,12 m (v: 7)[20]
- 2005: 66,56 m (v: 2.)[21]
- 2006: 68,51 m (v: 1.)
- 2007: 68,06 m (v: 1.)

## Egyéni legjobbjai
| Versenyszám   | Eredmény    | Helyszín  | Dátum           |
| ------------- | ----------- | --------- | --------------- |
| Súlylökés     | 15,02 méter | ?         | 1985. január 1. |
| Diszkoszvetés | 69,51 méter | Wiesbaden | 1999. május 8.  |